# Peter Milford-Hilferding

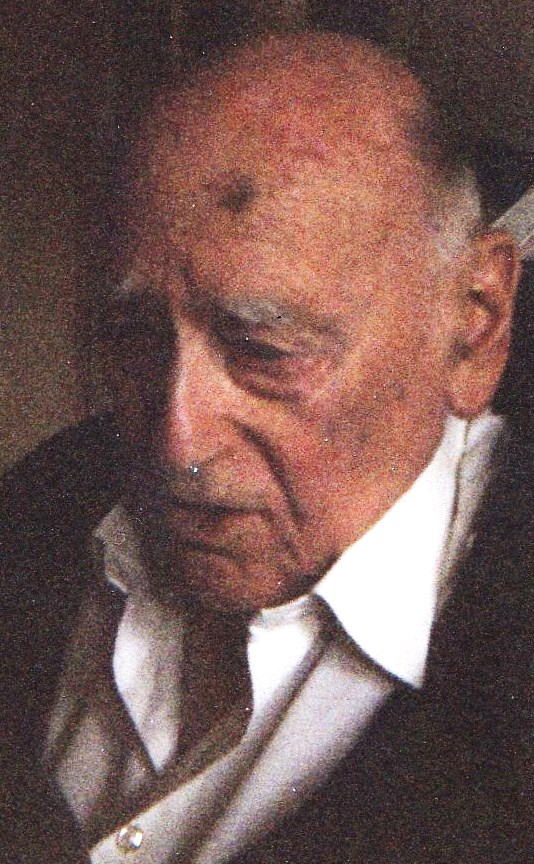
Peter Milford-Hilferding 2006

Peter Milford-Hilferding (* 13. Jänner 1908 in Wien; † 27. November 2007 ebenda) war ein österreichischer Nationalökonom.

## Leben
Peter Hilferding war ein Sohn des Ökonomen Rudolf Hilferding, Verfasser des marxistischen Standardwerkes "Das Finanzkapital" (1910) und deutscher Finanzminister während der Weimarer Republik, und der Ärztin Margarete Hilferding, einer der ersten Ärztinnen, die an der Universität Wien promovieren durften. Milfords Familie gehörte zur Prominenz der deutschsprachigen Sozialdemokratie – die Eltern waren allerdings einander entfremdet.
Nach wechselhafter Schulkarriere gelang es Peter Hilferding, sein Jurastudium 1934 mit dem Doktorat abzuschließen. Nach eigenem Zeugnis lehnte er schon während der Weltwirtschaftskrise die Sparpolitik seines Vaters  als Finanzminister im Kabinett Heinrich Brüning massiv ab und führte ein entsprechendes Streitgespräch mit diesem.

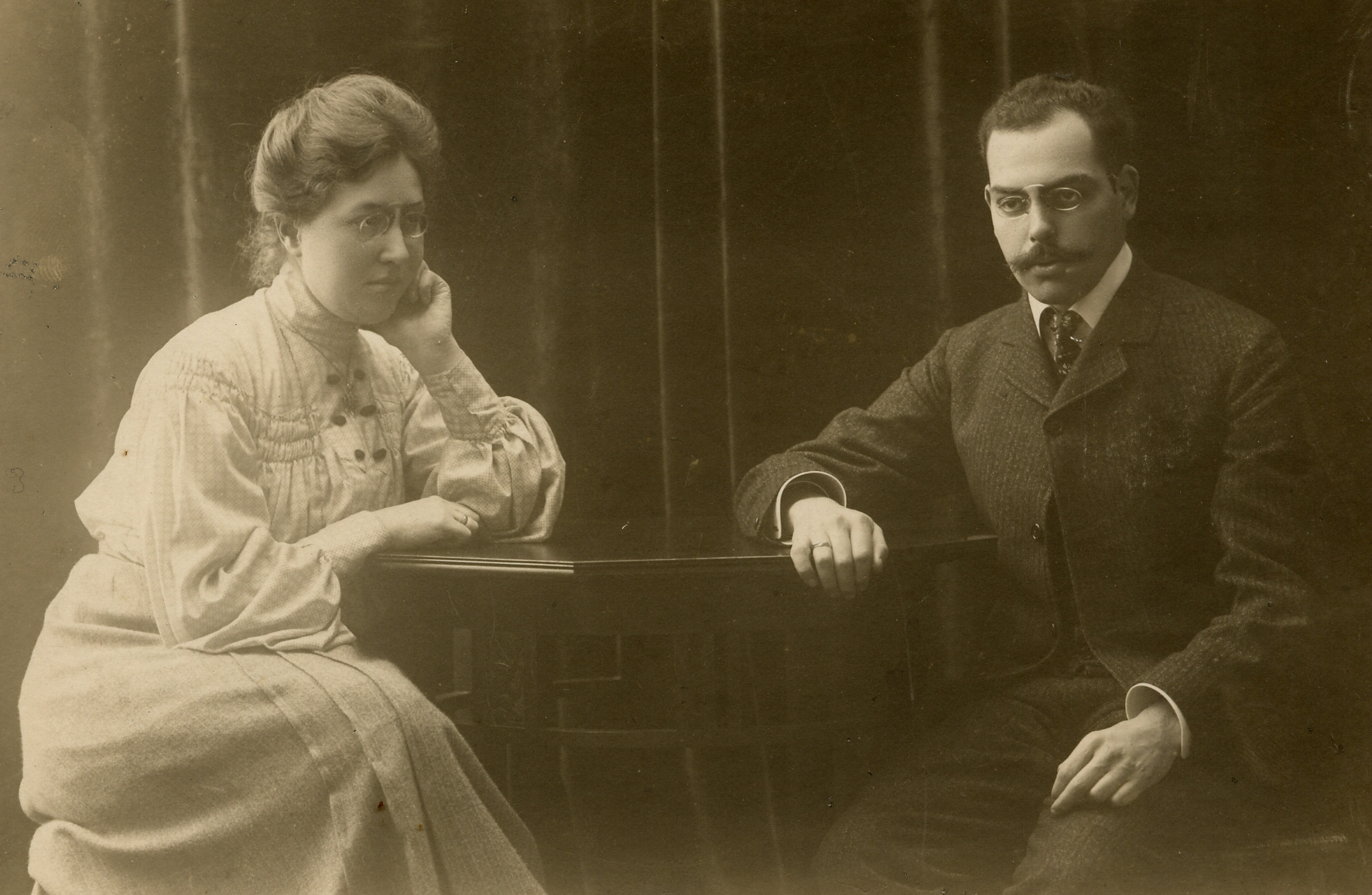
Margarete Hilferding & Rudolf Hilferding (1904)

Von 1934 bis 1938 führte Peter Hilferding eine Buchhandlung in Wien. 1938 ermöglichte ihm sein Mentor Karl Popper die Emigration nach Neuseeland, wo er die Staatsbürgerschaft erwarb und den Namen Milford annahm.
Obwohl beide Eltern und auch sein Bruder Karl (letzterer als katholischer Mönch) vom NS-Regime ermordet wurden, kehrte Milford-Hilferding nach Kriegsende in seine Heimatstadt Wien zurück. Er war beruflich am WIFO-Institut (Österreichisches Institut für Wirtschaftsforschung) tätig und in der Wiener Arbeiterkammer (Kammer für Arbeiter und Angestellte), Mitglied im Arbeitskreis Dr. Benedikt Kautsky und wirkte in verschiedenen Institutionen der Sozialpartnerschaft. Bemerkenswert in ihrer Offenheit der Kritik und auch Selbstkritik sind Milford-Hilferdings bislang unveröffentlichte Lebenserinnerungen (2005), die in der Dokumentation lebensgeschichtlicher Aufzeichnungen am Institut für Wirtschafts- und Sozialgeschichte der Universität Wien aufliegen. Er wurde am Sieveringer Friedhof bestattet.